# Districtul Daocheng
Districtul Daocheng sau Dapba (în chineză simplificată: 稻城县; chineză tradițională: 稻城縣; pinyin: Dàochéng Xiàn; în tibetană འདབ་པ་རྫོང་།), cunoscut în trecut ca Daoba (în chineză simplificată: 稻坝; chineză tradițională: 稻壩; pinyin: Dàobà), este un district în vestul provinciei Sichuan a Chinei, situat la est de Munții Hengduan. El face parte din punct de vedere administrativ din prefectura autonomă tibetană Garzê, având o majoritate a populației de etnie tibetană. Latitudinea sa variază între 27° 58' și 29° 30' N și longitudinea între 99° 56' până la 100° 36'. Districtul are o lungime de 174 km de la nord la sud și o lățime de 63 km de la est la vest, cu cote cuprinse între 2.000 și 6.032 m. 

## Istoric
Exploratorul Joseph Rock a plecat din Lijiang în 1928 și a vizitat districtul Daocheng.
După căderea dinastiei Qing, Xiangcheng și Daocheng au trecut printr-o perioadă de haos.Teritoriul districtului  Daocheng a fost controlat de conducătorii locali (în chineză: 土头,; pinyin: tǔtóu) din Daoba și Kongkaling (în chineză: 贡嘎岭,; pinyin: Gònggālĭng) din anii 1930 până în anii 1950.

## Diviziuni administrative
Trei orașe:
- Jinzhu (金珠 镇), Xianggelila (香格里拉 镇), Sangdui (桑堆 镇)

Unsprezece comune: 
- Shengmu (省母 乡), Banghe (傍河 乡), Sela (色拉 乡), Julong (巨龙 乡), Dengpo / Dengbo (邓坡 乡 / 邓波 乡), Mula (木拉 乡), chitu (赤土 乡), Mengzi (蒙自 乡), Geka (各卡 乡), Jiga (吉呷 乡), Eyatong (俄牙同 乡)

## Climă
| Date climatice pentru Daocheng (1981−2010)      | Date climatice pentru Daocheng (1981−2010) | Date climatice pentru Daocheng (1981−2010) | Date climatice pentru Daocheng (1981−2010) | Date climatice pentru Daocheng (1981−2010) | Date climatice pentru Daocheng (1981−2010) | Date climatice pentru Daocheng (1981−2010) | Date climatice pentru Daocheng (1981−2010) | Date climatice pentru Daocheng (1981−2010) | Date climatice pentru Daocheng (1981−2010) | Date climatice pentru Daocheng (1981−2010) | Date climatice pentru Daocheng (1981−2010) | Date climatice pentru Daocheng (1981−2010) | Date climatice pentru Daocheng (1981−2010) |
| Luna                                            | Ian                                        | Feb                                        | Mar                                        | Apr                                        | Mai                                        | Iun                                        | Iul                                        | Aug                                        | Sep                                        | Oct                                        | Nov                                        | Dec                                        | Anual                                      |
| ----------------------------------------------- | ------------------------------------------ | ------------------------------------------ | ------------------------------------------ | ------------------------------------------ | ------------------------------------------ | ------------------------------------------ | ------------------------------------------ | ------------------------------------------ | ------------------------------------------ | ------------------------------------------ | ------------------------------------------ | ------------------------------------------ | ------------------------------------------ |
| Maxima medie °C (°F)                            | 6.4 (43,5)                                 | 7.5 (45,5)                                 | 10.3 (50,5)                                | 13.5 (56,3)                                | 17.3 (63,1)                                | 19.5 (67,1)                                | 18.4 (65,1)                                | 17.8 (64)                                  | 16.8 (62,2)                                | 14.4 (57,9)                                | 10.2 (50,4)                                | 7.3 (45,1)                                 | 13,28 (55,91)                              |
| Media zilnică °C (°F)                           | −4.5 (23,9)                                | −2.4 (27,7)                                | 1.3 (34,3)                                 | 5.0 (41)                                   | 9.5 (49,1)                                 | 12.4 (54,3)                                | 12.3 (54,1)                                | 11.5 (52,7)                                | 10.1 (50,2)                                | 6.0 (42,8)                                 | 0.1 (32,2)                                 | −3.8 (25,2)                                | 4,79 (40,63)                               |
| Minima medie °C (°F)                            | −13.2 (8,2)                                | −10.6 (12,9)                               | −6.2 (20,8)                                | −2.3 (27,9)                                | 2.2 (36)                                   | 6.7 (44,1)                                 | 8.0 (46,4)                                 | 7.4 (45,3)                                 | 5.5 (41,9)                                 | −0.4 (31,3)                                | −7.2 (19)                                  | −12.1 (10,2)                               | −1,85 (28,67)                              |
| Minima istorică °C (°F)                         | −26.5 (−15.7)                              | −23.6 (−10.5)                              | −18.4 (−1.1)                               | −10.4 (13,3)                               | −6.7 (19,9)                                | −1.7 (28,9)                                | 0.1 (32,2)                                 | −0.1 (31,8)                                | −3 (26,6)                                  | −10.2 (13,6)                               | −21 (−5.8)                                 | −27.6 (−17.7)                              | −26,5 (−15,7)                              |
| Precipitații mm (inches)                        | 0.8 (0.031)                                | 1.6 (0.063)                                | 6.9 (0.272)                                | 14.4 (0.567)                               | 33.8 (1.331)                               | 111.1 (4.374)                              | 194.8 (7.669)                              | 160.4 (6.315)                              | 101.1 (3.98)                               | 23.4 (0.921)                               | 5.0 (0.197)                                | 1.1 (0.043)                                | 654,4 (25,764)                             |
| Umiditate [%]                                   | 37                                         | 39                                         | 44                                         | 49                                         | 52                                         | 63                                         | 75                                         | 76                                         | 73                                         | 62                                         | 50                                         | 41                                         | 55,1                                       |
| Sursă: China Meteorological Data Service Center |                                            |                                            |                                            |                                            |                                            |                                            |                                            |                                            |                                            |                                            |                                            |                                            |                                            |